# Zygodon stresemannii
Zygodon stresemannii är en bladmossart som beskrevs av Theodor Carl Karl Julius Herzog 1916. Zygodon stresemannii ingår i släktet ärgmossor, och familjen Orthotrichaceae. Inga underarter finns listade i Catalogue of Life.